# Inštitut za marketing Ekonomsko-poslovne fakultete v Mariboru
Inštitut za marketing deluje v okviru Raziskovalno-izobraževalnega centra Ekonomsko-poslovne fakultete Univerze v Mariboru.